# Julienne, Charente
Julienne là một xã thuộc tỉnh Haute-Garonne trong vùng Occitanie tây nam Pháp. Xã nằm ở khu vực có độ cao trung bình 17 mét trên mực nước biển. Diện tích là 6,3 km2.